# Jerzy Ejmont

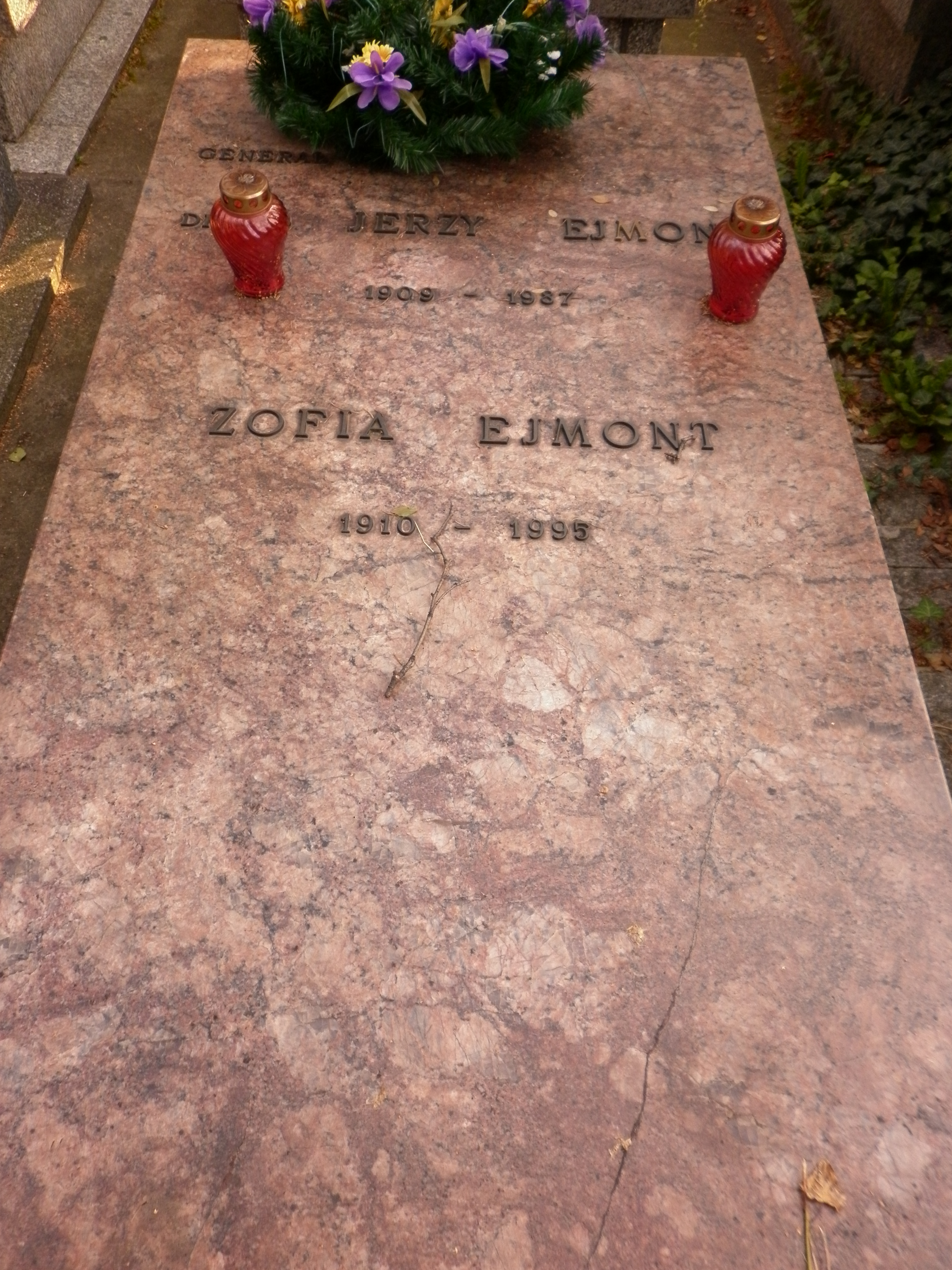
Grób Jerzego Ejmonta na Powązkach

Jerzy Ejmont ps. „Boćwina” (ur. 5 lipca 1909 w Lewkowie w powiecie Wilejka, zm. 3 maja 1987 w Warszawie) – lekarz wojskowy, generał brygady Wojska Polskiego, szef Departamentu Służby Zdrowia MON i szef Służby Zdrowia WP od 1965.

## Życiorys
Od 1918 uczył się w gimnazjum Macierzy Szkolnej w Mińsku, a od 1920 w Krasnymstawie, Oszmianie i Wilejce. W latach 1927–1933 był podchorążym Szkoły Podchorążych Sanitarnych i równolegle studentem Wydziału Lekarskiego Uniwersytetu Warszawskiego. 5 sierpnia 1933 Prezydent RP Ignacy Mościcki mianował go podporucznikiem ze starszeństwem z dniem 1 lipca 1933 i 1. lokatą w korpusie oficerów sanitarnych, grupa lekarzy, a Minister Spraw Wojskowych przydzielił do Centrum Wyszkolenia Sanitarnego, w celu odbycia stażu szpitalnego. W 1935 został awansowany na porucznika, a w 1938 kapitana. W listopadzie 1938 został naczelnym lekarzem 2 pułku piechoty Legionów w Sandomierzu. 
W czasie kampanii wrześniowej 1939 był naczelnym lekarzem 94 pułku piechoty. Od 1941 uczestniczył w konspiracji ZWZ, lekarz placówki ZWZ w Koprzywnicy koło Sandomierza. Od lutego 1942 lekarz powiatu sandomierskiego grupy AK „Orlicza” pod pseudonimem „Boćwina”. Latem 1944 brał udział w walkach na przyczółku sandomierskim. 
Od 1945 lekarz 40 pułku piechoty. Szef służby zdrowia 11 Dywizji Piechoty. Prowadził wykłady w Akademii Medycznej w Krakowie. Od września 1951 starszy asystent Oddziału Chirurgicznego Szpitala Okręgowego nr 5 w Krakowie. Od lutego 1957 pułkownik. W marcu 1958 został szefem Oddziału w Departamencie Służby Zdrowia WP. 22 września 1961 mianowany generałem brygady. Od lipca 1964 zastępca szefa Departamentu Służby Zdrowia, od marca 1965 szef tego departamentu i szef Służby Zdrowia WP. Członek Prezydium i Zarządu Głównego PCK. Przewodniczący Krajowej Rady Honorowych Dawców Krwi. We wrześniu 1974 pożegnany przez ministra obrony narodowej gen. armii Wojciecha Jaruzelskiego w związku z zakończeniem zawodowej służby wojskowej i w lutym 1975 przeniesiony w stan spoczynku. Zmarł 3 maja 1987. Pochowany 12 maja 1987 na Cmentarzu Wojskowym na Powązkach w Warszawie (kwatera B4-7-13). W trakcie uroczystości w imieniu WP Zmarłego pożegnał szef Służby Zdrowia MON gen. bryg. dr Andrzej Kaliwoszka, a w imieniu środowiska medycznego wiceprezes ZG PCK Jerzy Czubak.

## Awanse
W trakcie wieloletniej służby w Wojsku Polskim otrzymywał awanse na kolejne stopnie wojskowe:
- podporucznik - 1933
- porucznik - 1935
- kapitan - 1938
- major - 1946
- podpułkownik - 1951
- pułkownik - 1957
- generał brygady - 1961

## Życie prywatne
Mieszkał w Warszawie. Od 1935 żonaty z Zofią z domu Musialik (1910-1995). Małżeństwo miało córkę i syna.

## Ordery i odznaczenia
- Krzyż Komandorski Orderu Odrodzenia Polski (1968)
- Krzyż Oficerski Orderu Odrodzenia Polski (1963)
- Złoty Krzyż Zasługi (1957)
- Krzyż Partyzancki (1958)
- Brązowy Medal za Długoletnią Służbę (1938)
- Medal „Za udział w walkach o Berlin” (1968)
- Medal 10-lecia Polski Ludowej
- Medal 30-lecia Polski Ludowej
- Medal 40-lecia Polski Ludowej
- Złoty Medal „Siły Zbrojne w Służbie Ojczyzny” (1968)
- Srebrny Medal Siły Zbrojne w Służbie Ojczyzny
- Brązowy Medal Siły Zbrojne w Służbie Ojczyzny
- Srebrny Medal „Za zasługi dla obronności kraju” (1968)
- Brązowy Medal Za zasługi dla obronności kraju
- Odznaka Honorowa Polskiego Czerwonego Krzyża I stopnia (1967)[5]
- Złota Odznaka Pracownika Służby Zdrowia (1967)[6]